# Teoria materialista de estado central
Na filosofia da mente a Teoria materialista de estado central faz parte da teoria da identidade da mente que identifica os eventos mentais com eventos físicos que ocorrem no cérebro e sistema nervoso central. É, assim, uma forma de fisicalismo. As duas formas mais comumente distinguidas são a teoria da identidade token-token e a teoria da identidade tipo-tipo.

## Teorias de identidade de tipo e token
A noção de 'tipo' e 'token' aqui vem por analogia de 'tipo' e 'token' aplicados às palavras. Um telegrama 'lute e lute e lute' contém apenas dois tipos de palavras, mas em outro sentido, como o twiter insistiria, contém cinco palavras ('palavras simbólicas'). Semelhante a uma dor específica (mais exatamente a ter uma dor), de acordo com a teoria da identidade simbólica, é idêntico a um processo cerebral específico. Um funcionalista poderia concordar com isso. O funcionalismo passou a ser visto como uma melhoria na teoria da identidade, e como inconsistente com ela, por causa da afirmação correta de que um estado funcional pode ser realizado por estados cerebrais bastante diferentes: assim, um estado funcional pode ser realizado por um cérebro baseado em silício como bem como por um cérebro baseado em carbono, e deixando a robótica ou a ficção científica de lado, minha sensação de dor de dente poderia ser percebida por um processo neural diferente daquele que percebe sua dor de dente.